# Kościół św. Rocha w Birkirkarze
Kościół świętego Rocha (malt. Il-knisja ta’ Santu Rokku, ang. Church of St Roque) – niewielki rzymskokatolicki kościół w Birkirkarze na Malcie. Oficjalnie kościół poświęcony jest Matce Bożej Pośredniczce Łask Wszelkich. Wchodzi w skład parafii św. Heleny w tejże miejscowości. 

## Historia

### Pierwszy kościół
Kościół św. Rocha stoi przy zbiegu uliczek Triq Santu Rokku, Triq San Ġiljan i Triq tal-Herba w starej części Birkirkary, na prawo od bazyliki św. Heleny. Jego budowę rozpoczęto w 1593, po wygaśnięciu epidemii dżumy, która spowodowała śmierć ponad 10% populacji wyspy. Motorem działania był ówczesny proboszcz parafii ks. Ġużeppe Bellia; budowę ukończono w roku następnym staraniem mieszkańców Birkirkary.
Po wygaśnięciu zarazy, z upływem czasu kościół zaczął być zaniedbywany i mocno podupadł, w wyniku czego 25 marca 1659 podczas wizyty duszpasterskiej biskupa Miguela Balaguera został zdesakralizowany.
Ale w 1675 epidemia wybuchła ponownie. Tym razem plaga zabrała około 11 300 ofiar, w tym 101 mieszkańców Birkirkary. 2 marca 1676, po odbudowie zniszczonego kościółka, biskup Lorenzo D’Astiria zezwolił na kontynuowanie w nim kultu.

### Istniejąca świątynia
W 1863, staraniem ks. Filippo Grecha, podjęto się budowy nowego kościółka, ponieważ istniejący na tym miejscu był za mały i w bardzo złym stanie. Już 9 września tego samego roku nowa świątynia została poświęcona przez proboszcza parafii ks. Kalcedona Agiusa.
W 1943, w czasie II wojny światowej, kościół został uszkodzony. Po naprawie został ponownie udostępniony wiernym w 1950.
Kościół został konsekrowany 10 lipca 1990 przez arcybiskupa Malty Ġużeppa Merciecę. Poświęcił on również wówczas nowy ołtarz.

## Architektura

### Wygląd zewnętrzny

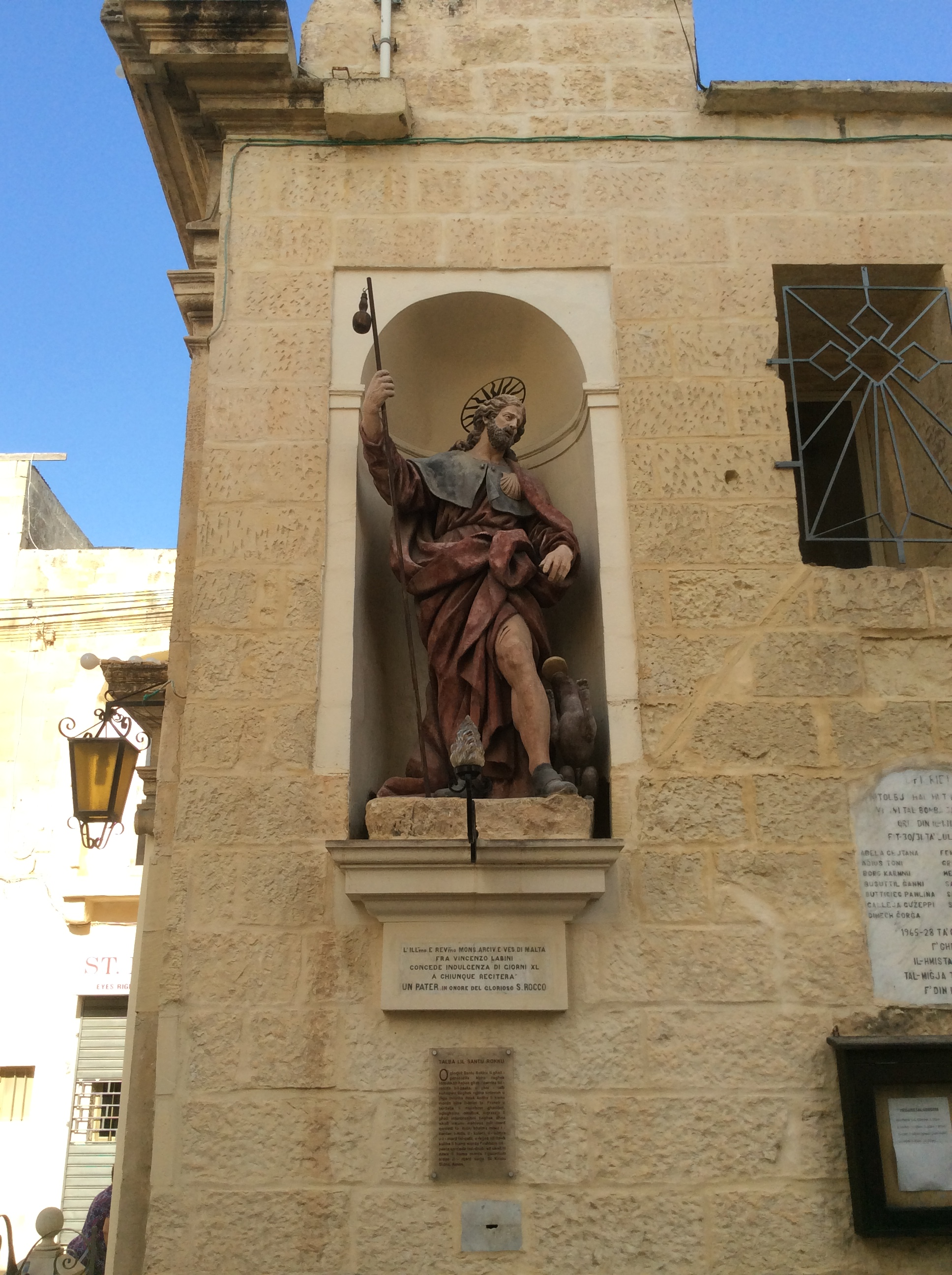
Figura św. Rocha w niszy w bocznej ścianie kościoła

Fasada kościoła wysoka na 8,1 m, szeroka zaś na 6 m jest w stylu neoklasycznym. Dwie jońskie kolumny flankujące drzwi podtrzymują trójkątny fronton. Fasada zwieńczona jest kolejnym trójkątnym frontonem z fryzem z metopami i tryglifami, oraz akroterionem po każdej stronie. Na dachu dominuje dzwonnica o kwadratowym przekroju wysoka na 4,5 m, o boku szerokości 1,8 m. Jest na niej zawieszonych pięć dzwonów, z których najstarszy pochodzi z 1632. W prawej zewnętrznej ścianie kościoła umieszczona jest we wnęce kamienna figura, której wykonanie przypisywane jest Marjanu Geradzie. Przedstawia ona św. Rocha w stroju pielgrzyma, pokazującego na udzie ranę od zarazy, obok niego pies z bochenkiem chleba w pysku.

### Wnętrze
Wnętrze świątyni wyłożone zostało w 1994 marmurem. Znajduje się tam jeden ołtarz. Obraz tytularny przedstawia Matkę Boską Pośredniczkę Łask Wszelkich ze św. Rochem po lewej i św. Sebastianem po prawej. Nie jest znany czas jego powstania ani jego wykonawca. Podobny obraz znajduje się w starym kościele parafialnym w Lii.
W kościele znajdują się również figury św. Rity, św. Rocha oraz Matki Boskiej Bolesnej.
Kościół posiada relikwie św. Rocha oraz papieża św. Jana XXIII, obie sprowadzone z Rzymu w 2002. 

## Ochrona dziedzictwa kulturowego
27 sierpnia 2012 obiekt wpisany został na listę National Inventory of the Cultural Property of the Maltese Islands pod numerem 00223.
Również figura św. Rocha wraz z niszą w ścianie świątyni umieszczona jest na wymienionej liście pod numerem 00224. 